# Martin Schlierkamp
Martin Schlierkamp (* 26. Juni 1972 in Köln) ist ein deutscher Designer, Comiczeichner und Illustrator.

## Leben und Werk
Martin Schlierkamp studierte an der Fachhochschule Düsseldorf Visuelle Kommunikation bei Rudi Assmann und John Waszek. Im Jahr 2000 schloss er das Studium als Diplom-Designer (FH) ab.
Seitdem arbeitete er als Illustrator und Grafiker für namhafte Trickfilmstudios, Computerspielehersteller und Verlage.
Im Moment lebt und arbeitet er als freier Grafiker und Illustrator in seiner Heimatstadt Köln.
Neben seiner stilistischen Sicherheit als Cartoon-Designer ist er vor allem für seine aufwendigen malerischen Arbeiten im Comic- und Illustrationsbereich bekannt geworden.
Erste Aufmerksamkeit in der deutschen Comic-Szene erlangte er mit dem 2000 im Selbstverlag produzierten Vampir-Comic „Alischa“.
2001 illustrierte er für den Hamburger Zwerchfell-Verlag „Grimm #3: ‚Fitchers Vogel‘“ in Zusammenarbeit mit dem Autor Eckart Breitschuh, für den beide den ICOM Independent Comic Preis 2002 gewannen.

## Veröffentlichungen (Auswahl)

### Animation
„Renaade“ (Fernsehserie, 2. Staffel, Prop- & Set-Design, Hahn Film 1999)
„Die Mainzels“ (Fernsehserie, Set-Design, NFP Animation 2003) siehe auch Mainzelmännchen
„Dusty The Mighty Mite“ (TV-Pilot, Set-Design & -Layout, Trickstudio Lutterbeck GmbH 2003)
„Koffergeschichten“ (Fernsehserie, Set-Kolorierung, JEP 2004)

### Spiele
„K. Hawk - Survival Instinct“ (PC, Character- & Set-Design, Jowood 2001)
„Beam Breakers“ (PC, Design, 2D- & 3D-Artwork, Art Direction, Jowood 2002)
„Dinomaster Party“ (Playstation, Character- & Set-Design, Set-Illustration, 2D-Animation, Bigben Interactive 2002)
„Waldmeister Sause Ballermann“ (PC, Graphics, 2D-Animation, 2005)
„Igels“ (Card Game, Special Illustration, Pegasus Press 2005)
„Waldmeister Sause Pistenfeger“ (PC, Graphics & Design, 2005)
„Die Legende von Kongo King“ (PC, Graphics & Design, 2005)

### Comics
„Alischa # 0“ (self published 2000, ICOM Independent Comic Preis 2001 – Lobende Erwähnung/honorable mention)
„Der Fluch“ (Crago-Verlag 2000 u. 2003)
„Goodbye Carl“ (Single Illustration, Ehapa Verlag 2001) siehe auch Carl Barks
„Grimm # 3 - Fitchers Vogel“ (Zwerchfell Verlag 2001, ICOM Independent Comic Preis 2002 – Bestes Szenario/comic prize)
„Samstag Nacht“ (in „Grimoire Geschichten“, Comic-Rhein-Ruhr 2002)
„Alischa Preview“ (Zwerchfell Verlag 2003)
„Schiller!“ (Digital Colouring, Ehapa Verlag 2005, Nominierung Max-und-Moritz-Preis 2006 – Bester deutschsprachiger Comic)

### Illustrationen
Wallpapers zu einer viralen Online-Kampagne der ProSieben Television GmbH zum Start der 2. Staffel von LOST (Agentur Jung von Matt/next GmbH 2006)